# 1 Rejon Wsparcia Teleinformatycznego Sił Powietrznych

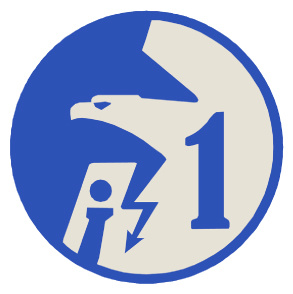
Oznaka rozpoznawcza na mundur wyjściowy

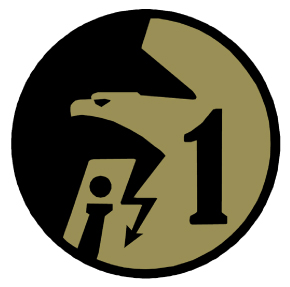
Oznaka rozpoznawcza na mundur polowy

1 Rejon Wsparcia Teleinformatycznego Sił Powietrznych (1 RWT SP) – oddział wojsk łączności, od początku istnienia podlegał Komendantowi Centrum Wsparcia Teleinformatycznego Sił Powietrznych.

## Historia
- 28 lutego 1968, na podstawie zarządzenia szefa Sztabu Generalnego WP z 2 stycznia 1968 powstaje Garnizonowy Węzeł Łączności Poznań;
- W lipcu 1990 roku, z chwilą powstania 4. Korpusu Lotniczego, jednostka zmieniła nazwę na Węzeł Łączności Korpusu Lotniczego;
- W kwietniu 2000 jednostka została bezpośrednio podporządkowana Dowództwu WLOP i zmieniła nazwę na Rejonowy Węzeł Łączności Poznań;
- W grudniu 2006 RWŁ Poznań przeformowano w Rejon Wsparcia Teleinformatycznego Sił Powietrznych;
- 29 lutego 2008 zmieniona została nazwa jednostki na 1. Rejon Wsparcia Teleinformatycznego Sił Powietrznych.

Decyzją Ministra Obrony Narodowej nr 124/MON z dnia 25 kwietnia 2012 wprowadzono odznakę pamiątkową 1. RWT SP.
1 stycznia 2013 roku decyzją Ministra Obrony Narodowej Nr Pf 35/Org. SSG/ZOiU-P1 MON z dnia 30 kwietnia 2012 został wprowadzony nowy etat jednostki, w wyniku którego rozformowano Węzły Teleinformatyczne w Krzesinach i Skwierzynie, w ich miejsce tworząc Stacje Obsługi Teleinformatycznej.
Decyzją Ministra Obrony Narodowej nr 236/MON z dnia 23 czerwca 2015 wprowadzono oznaki rozpoznawcze na mundur wyjściowy i mundur polowy.
Na podstawie decyzji Ministra Obrony Narodowej Nr 1/Org./ISI z dnia 31 sierpnia 2017 r. oraz decyzji Ministra Obrony Narodowej Nr 2/Org./ISI z dnia 27 września 2017 r. z dniem 31 grudnia 2017 roku 1 RWT został rozformowany. Prawnym następcą zostało Regionalne Centrum Informatyki Bydgoszcz.

## Zadania
Głównym zadaniem jednostki było zabezpieczenie działania systemów teleinformatycznych na potrzeby dowodzenia, alarmowania i ostrzegania oraz zabezpieczenie kryptograficzne jednostek wojskowych Sił Powietrznych stacjonujących w południowo-zachodnim rejonie kraju.

## Struktura
- Komenda 1. RWT SP – Babki
  - Pion Ochrony Informacji Niejawnych
  - Sekcja Personalna
  - Sekcja Operacyjno-Szkoleniowa
  - Sekcja Planowania Logistycznego i Transportu
    - Grupa Zaopatrzenia
    - Grupa Techniczna
    - Grupa Transportowa
    - Grupa Rozliczeń

  - Centrum Zarządzania Systemami Teleinformatycznymi
    - Grupa Zabezpieczenia Zautomatyzowanych Systemów Dowodzenia
    - Grupa Monitorowania i Nadzoru
    - Grupa Zarządzania Transmisją Danych
    - Sekcja Informatyki
    - Sekcja Bezpieczeństwa Sieci i Usług Teleinformatycznych
      - Kancelaria Kryptograficzna
      - Stacja Ochrony Kryptograficznej – Babki
      - Stacja Ochrony Kryptograficznej – Krzesiny

  - Sektor Zabezpieczenia Teleinformatycznego
    - Sekcja Zarządzania Usługami Teleinformatycznymi
    - Centrum Radiowe
    - Stacja Obsługi Teleinformatycznej – Babki
    - Stacja Obsługi Teleinformatycznej – Krzesiny
    - Grupa Zabezpieczenia – Krzesiny

  - Sektor Zabezpieczenia Teleinformatycznego
    - Sekcja Zarządzania Usługami Teleinformatycznymi
    - Stacja Obsługi Teleinformatycznej – Skwierzyna
    - Węzeł Teleinformatyczny – Powidz
    - Węzeł Teleinformatyczny – Wrocław[2].

## Dowódcy
- ppłk Marek Drumowski – 2006–2007
- ppłk Dariusz Przybylski – 2008–30 czerwca 2014
- mjr Mariusz Wawrzyniak (cz.p.o.) – 1 lipca 2014–31 grudnia 2014
- ppłk Wiesław Tereba – 1 stycznia 2015 – 31 grudnia 2017